# الهند البرتغالية
الهند البرتغالية وهي المناطق في شبه القارة الهندية التي خضعت لاستعمار الإمبراطورية البرتغالية وذلك بعد نجاح وصول فاسكو دا غاما إلى الهند فتمكن الأدميرال البرتغالي فرانسيسكو دي ألميدا بداية من سنة 1505 من احتلال آراضي في الهند ومن هذه المناطق هي غوا وملبار، تمكن المستعمرين الآخرين من احتلال المناطق الأخرى للهند مثل إنجلترا وفرنسا وهولندا وإسبانيا، إلا أن مستعمرة غوا بقيت تحت السيطرة البرتغالية وعلى الرغم من استقلال الهند في سنة 1947 طالبت الهند البرتغال بتسليمها للمستعمرة إلا أن البرتغاليين بقيادة رئيسهم أنطونيو سالازار لم يقبلوا بذلك إلى أن شنت القوات المسلحة الهندية هجوما على المستعمرة لتتمكن من تحريرها سنة 1961 في حرب غوا ولتنهي آخر أثار البرتغاليين في الهند.
أنشأ نائب الملك الأول فرانسيسكو دي ألميدا مقراً له في ما كان يعرف آنذاك بكوتشيم (كوتشي حالياً)، ولم يكن الحكام البرتغاليون اللاحقون دائماً من رتبة نائب الملك. نُقلت عاصمة الحاكم البرتغالي بعد عام 1510 إلى فيلهاس (جوا حالياً). كانت بومباي الحالية جزءاً من الهند البرتغالية وعُرفت باسم بوم بيم حتى تنازلت عنها البرتغال أخيراً إلى التاج البريطاني في عام 1661، والذي قام بدوره بتأجير بومباي لشركة الهند الشرقية. كان الحاكم البرتغالي في جوا يتمتع بالسلطة على جميع الممتلكات البرتغالية في المحيط الهندي من جنوب إفريقيا إلى جنوب شرق آسيا حتى القرن الثامن عشر. حصلت موزمبيق على حكومة منفصلة في عام 1752، وفي عام 1844 توقفت الحكومة البرتغالية في الهند عن إدارة أراضي ماكاو وسولور وتيمور، واقتصرت سلطتها على سواحل كونكان ومليبار في غرب الهند.
قُسمت الهند البرتغالية في عام 1947 إلى ثلاث مناطق تقع على الساحل الغربي للهند المعاصرة، وهي جوا وداماو ودادرا وناغار هافيلي. فقدت البرتغال سيطرتها الفعلية على دادرا وناغار هافيلي في عام 1954، ثم على جميع أراضي ما وراء البحار في ديسمبر 1961، عندما ضمتها الهند في ظل حكومة نهرو، ولكن البرتغال لم تعترف بالسيطرة الهندية على هذه المناطق إلا في عام 1974 بعد ثورة القرنفل وسقوط نظام إستادو نوفو، وذلك بموجب معاهدة وقعت في 31 ديسمبر 1974.

## التاريخ المبكر

### وصول فاسكو دا غاما إلى الهند
كانت المرة الأولى التي يصل فيها البرتغاليون إلى شبه القارة الهندية في 20 مايو 1498 عندما وصل فاسكو دا غاما إلى كاليكوت على ساحل مليبار. دعا البرتغاليون الذين رسوا بسفنهم قبالة سواحل كاليكوت الصيادين المحليين إلى سفنهم واشتروا منهم العديد من البضائع الهندية. رافق أحد البحارة البرتغاليين الصيادين إلى الميناء والتقى هناك بتاجر مسلم تونسي، وبناءً على نصيحة هذا الرجل أرسل غاما اثنين من رجاله إلى مدينة بوناني للقاء حاكم كاليكوت، وعلى الرغم من اعتراضات التجار العرب، فقد نجح غاما في الحصول على قرار من الحاكم يمنحه حقوقاً تجارية في المنطقة، لكن البرتغاليين لم يتمكنوا من دفع الرسوم الجمركية المقررة وسعر البضاعة بالذهب، وفي وقت لاحق احتجز مسؤولو كاليكوت مؤقتاً عملاء غاما البرتغاليين كضمان للدفع، فأزعج ذلك غاما الذي احتجز بالقوة بضعة مواطنين وستة عشر صياداً. رغم كل ذلك فقد نجحت رحلة غاما الاستكشافية نجاحاً فاق كل التوقعات، إذ أحضرت شحنة تساوي قيمتها ستين ضعفاً قيمة الرحلة الاستكشافية.

### بيدرو ألفاريس كابرال
أبحر بيدرو ألفاريس كابرال إلى الهند للتجارة بالفلفل والتوابل الأخرى، والتفاوض من  أجل إنشاء مصنع في كاليكوت، ووصل في 13 سبتمبر 1500. لكن الأمور ساءت عندما تعرض المصنع البرتغالي في كوريكود لهجوم مفاجئ من قبل السكان المحليين، ما أدى إلى مقتل أكثر من خمسين برتغالياً. غضب كابرال من الهجوم على المصنع واستولى على عشر سفن تجارية عربية راسية في المرفأ، ما أسفر عن مقتل نحو 600 من طاقمها وصادر حمولتها ثم أحرق السفن، وأمر كابرال سفنه بقصف كاليكوت ليوم كامل انتقاماً لانتهاك الاتفاقية. بدأ كابرال رحلة العودة في 16 يناير 1501 ووصل إلى البرتغال مع 4 فقط من أصل 13 سفينة في 23 يونيو 1501.
أبحر فاسكو دا غاما إلى الهند للمرة الثانية مع 15 سفينة و 800 رجل، ووصل إلى كاليكوت في 30 أكتوبر 1502، حيث كان الحاكم حينها على استعداد لتوقيع اتفاقية مع البرتغال، وجه غاما هذه المرة دعوة للحاكم لطرد جميع المسلمين العرب من كاليكوت والتي رفضها الحاكم بشدة، فقصف غاما المدينة واستولى على العديد من إمدادات الأرز والحبوب، وعاد إلى البرتغال في سبتمبر 1503.

## التأسيس (1505-1515)

### فرانسيسكو دي ألميدا
عُيِّن فرانسيسكو دي ألميدا نائباً للملك في الهند في 25 مارس 1505، وكانت الخطة أن يقيم أربعة حصون على الساحل الجنوبي الغربي للهند: في جزيرة أنجيديفا وكانور وكوشين وكويلون. غادر فرانسيسكو دي ألميدا البرتغال بأسطول مكون من 22 سفينة وعلى متنها 1500 رجل.
وصل فرانسيسكو دي ألميدا في 13 سبتمبر إلى جزيرة أنجاديب، وبدأ فوراً في بناء حصن أنجيديفا، وفي 23 أكتوبر بإذن من حاكم كانانور بدأ ببناء حصن القديس أنجيلو في كانانور، وترك فيه لورينسو دي بريتو كقائد للحصن مع 150 رجلاً وسفينتين. وصل فرانسيسكو دي ألميدا إلى كوشين في 31 أكتوبر 1505 ولم يكن معه سوى 8 سفن، وهناك علم أن التجار البرتغاليين في كويلون قد قتلوا، فأرسل ابنه لورينزو مع 6 سفن، فدمروا 27 سفينة تابعة لكاليكوت في ميناء كويلون، وعزز التحصينات البرتغالية في حصن مانويل في كوشين.
أعد سامري كاليكوت أسطولاً كبيراً من 200 سفينة لمقاومة البرتغاليين، ولكن لورينزو دي ألميدا انتصر عليه في معركة كانانور البحرية في مارس 1506، وبعد هذا الانتصار استكشف لورينزو المياه الساحلية جنوباً إلى كولومبو، في ما يعرف الآن بسريلانكا، لكنه تعرض في كانور لهجوم حاكم جديد معاد للبرتغاليين ما أدى إلى حصار كانور.
أرسلت تعزيزات لدعم مهمة ألميدا في عام 1507 بأسطول يقوده تريستاو دي كونا، لكن أسطول أفونسو دي ألبوكيرك انفصل عن أسطول كونا قبالة سواحل شرق إفريقيا واحتل بشكل مستقل عدة مناطق في الخليج العربي.
تعرض أسطول برتغالي بقيادة لورينزو دي ألميدا في مارس 1508 للهجوم من قبل أسطول مماليك مصري وسلطنة غوجارات في شاول ودابول، وقتل لورينزو  في معركة شاول، لكن التحالف الهندي المملوكي هُزم بشكل حاسم في معركة ديو لاحقاً.

### أفونسو دي ألبوكيرك
عُيين أفونسو دي ألبوكيرك حاكم ثانياً لجميع المستعمرات البرتغالية في الشرق في عام 1509. وصل أسطول جديد بقيادة المارشال فيرناو كوتينيو مع تعليمات بتدمير قوة الحاكم سامري كاليكوت. استولى البرتغاليون على قصر السامري ودمروه وأضرمت النيران في المدينة، لكن قوات الملك صمدت وقتلت كوتينيو وجرحت ألبوكيرك. رضخ ألبوكيرك أخيراً ودخل في معاهدة مع سامري كاليكوت عام 1513 لحماية المصالح البرتغالية في مليبار. تجددت الأعمال العدائية عندما حاول البرتغاليون اغتيال سامري كاليكوت في وقت ما بين 1515 و1518. هزم أفونسو دي ألبوكيرك سلاطين بيجابور وإمبراطورية فيجياناجار الهندوسية بمساعدة المغول في عام 1510، ما أدى إلى إنشاء مستوطنة دائمة في فيلها جوا، وأصبحت المقاطعة الجنوبية المعروفة باسم جوا المقر الرئيسي لحكم الهند البرتغالية، ومقراً لنائب الملك البرتغالي الذي يحكم جميع المستعمرات البرتغالية في آسيا.
كانت هناك العديد من المستوطنات البرتغالية في ميلابور وما حولها، وكانت كنيسة لوز في تشيناي أول كنيسة بناها البرتغاليون في عام 1516. ثم بنيت كنيسة ساو تومي في عام 1522، ونهب البرتغاليون كنوز وآثار معبد كاباليسوارار. حصل البرتغاليون كذلك على العديد من الأراضي من سلاطين غوجارات مثل دامون (احتلت عام 1531، وتنازلت غوجارات عنها رسمياً عام 1539) وسالسيت (احتلت عام 1534) وديو (تنازلت غوجارات عنها عام 1535).

## سنوات الازدهار

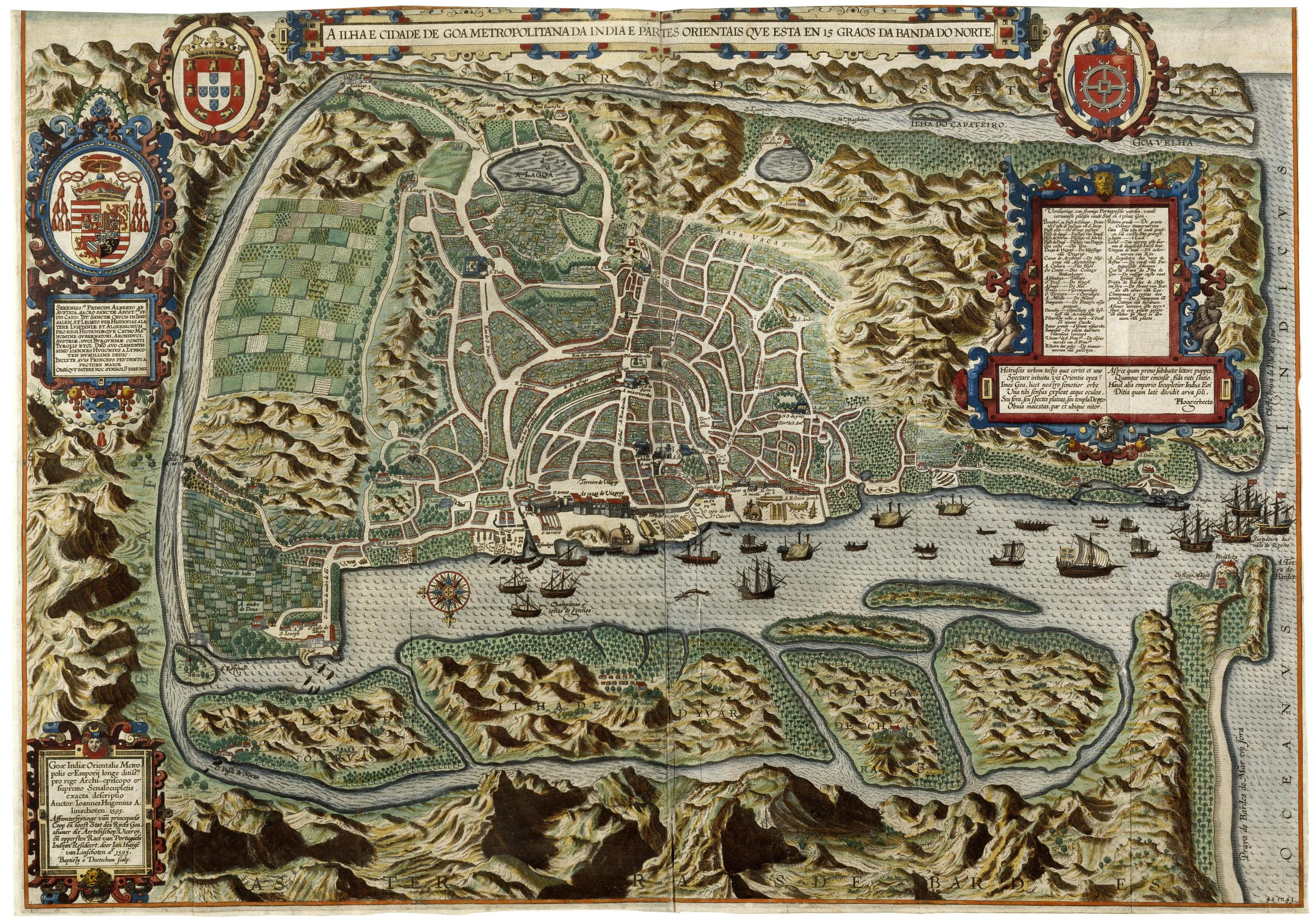
غوا البرتغالية في 1600

في عام 1520، وسع البرتغاليون سيطرتهم لتشمل بلدة راشول، إذ استولى كريشنادفارايا في ذلك العام على قلعة راشول وسلمها إلى البرتغاليين، في مقابل اتفاق دفاع مشترك ضد سلطنات الدكن.
في عام 1526، منح جواو الثالث ملك البرتغال مدينة غوا ودار بلديتها نفس المكانة القانونية للشبونة، من خلال فورال (وثيقة ملكية) فُصّلت فيه القوانين والامتيازات العامة للمدينة ومجلسها والمجتمع الهندوسي المحلي – كان ذو أهمية خاصة لأن القوانين الأصلية لمدينة غوا في ذلك الوقت لم تكن مكتوبة بعد، بل كان يُنظر فيها من قِبل مجالس الشيوخ أو القضاة الدينيين وتُمرر شفهيًا (وبالتالي عرضة لسوء الاستخدام).
كانت هناك مستوطنات برتغالية ضمن منطقة كورومانديل وحولها. كانت كنيسة لوز في حي ميلابور في مدراس (تشيناي) أول كنيسة يبنيها البرتغاليون في المنطقة عام 1516، وأُعادوا بناء كاتدرائية القديس توماس مزار ساو تومي أو القديس توم عام 1522. شيدوا أيضًا الهياكل الأولى لكنيسة سيدة الجبل في باندرا ومزار سيدة العافية وكاتدرائية سيدة المعجزات؛ التي تعد من بين مواقع الحج المسيحية الهامة في جنوب آسيا.
اكتسبوا العديد من المستعمرات أيضًا من سلطان جزرات في شمال منطقة كونكان: نُهبت دامون في عام 1531 وجرى التنازل عنها في عام 1539؛ إلى جانب سالسيت وجزر بومباي السبع وشاول وباسين (فاساي) عام 1534؛ وديو في عام 1535. عُرفت هذه المناطق مجتمعة بالمقاطعة الشمالية للهند البرتغالية، وامتدت لنحو 100 كم (62 ميل) على طول الساحل الغربي من دامان إلى شاول، وفي بعض الأماكن 30 – 50 كم (19 – 31 ميل) نحو الداخل. ضمت الأراضي الإقليمية حول بومباي (مومباي) الحالية مركز المدينة الأكثر اكتظاظًا بالسكان داخل حصن باسين وحوله؛ لكنها كانت خاضعة لنائب الملك في العاصمة غوا القديمة في جنوب كونكان، إلى جانب مستعمرات أخرى في شبه القارة الهندية مثل سيلان البرتغالية وشيتاغونغ البرتغالية.
نفذت الدولة العثمانية حصار ديو عام 1538 بأسطول قوي تحت قيادة حاكم مصر العثماني سليمان باشا لمدة أربعة أشهر بمساعدة جيش كبير قدمه سلطان جزرات؛ لكنهم أُجبروا في النهاية على التراجع وتكبدوا خسائر كبيرة. كان نجاح النقيب أنطونيو دا سيلفيرا في الدفاع عن ديو أمام الصعاب الساحقة بمثابة معركة إبادة، وتُعتبر واحدة من أكثر المآثر شهرة في التاريخ البرتغالي، وكثيرًا ما تُقارن بحصار مالطا العظيم عام 1565. في هذه الواقعة، استولى البرتغاليون على مدفع تيرو دي ديو، وهو مدفع ضخم صُنع في كجرات.
وفقًا للسجلات البرتغالية، انتشر وباء كوليرا في عام 1543، و «يُقال إن الوفيات الناجمة عن المرض كانت كبيرة للغاية حتى أن التخلص من الجثث كان مهمة بالغة الصعوبة».
في عام 1546، طلب المبشر اليسوعي فرانسيس خافيير تأسيس محكمة تفتيشٍ في غوا «للمسيحيين القدامى» و«المسيحيين الجدد» في رسالة مؤرخة بيوم 16 مايو 1546 إلى الملك يوحنا الثالث ملك البرتغال. قمعت الجهات الرسمية العديد من المجتمعات غير المسيحية، قبل وقت طويل من إنشاء محاكم التفتيش. في الوقت نفسه، عمل فرانسيس خافيير على تحويل نحو 30,000 صياد من بارافار إلى المسيحية بشكل جماعي.
في عام 1556، رُكّبت أول آلة طباعة في الهند في كلية سانت بول في غوا. من خلال المنشورات التي طبعتها الآلة، فتحت غوا نافذة على المعرفة والعادات في أوروبا. جلب اليسوعيون هذه التقنية الأوروبية في طباعة الحرف المتحرك إلى ماكاو في الصين في عام 1588 وإلى اليابان في عام 1590.
بحلول بداية القرن السابع عشر، كان عدد سكان غوا والمناطق المحيطة بها نحو 250 ألف. تطلب الاحتفاظ بهذه الأرض الاستراتيجية ضد الهجمات المتكررة للولايات الهندية ضخًا مستمرًا من الرجال والموارد. نجحت البرتغال في تحقيق انتصارات هامة بموارد بشرية محدودة، وكان من بين هذه الانتصارات: معركة كوشين عام 1504، ومعركة الدفاع عن ديو عام 1509، وغزو غوا عام 1510، وحصار ديو في عامي 1538 و1546، والدفاع عن غوا عام 1571. في أكبر عمليات انتشارهم، أمكن للبرتغاليين نشر نحو 2,000 إلى 3,000 جندي من الأوروبيين والميستيشو مدعومين بعدد مماثل من الجنود المحليين، في حين أمكن للولايات الهندية الأكبر إرسال عشرات الآلاف من القوات. تمكن البرتغاليون من الحفاظ على مواقعهم وفوز الحروب باستمرار من خلال تفوقهم في التكنولوجيا العسكرية (خاصة فيما يتعلق بالسفن والمدفعية)، وتمرسهم (خاصة في مهارة جنود المدفعية) وتكتيكاتهم، إلى جانب انقسام الولايات الهندية المعارضة لهم.

## سنوات التراجع

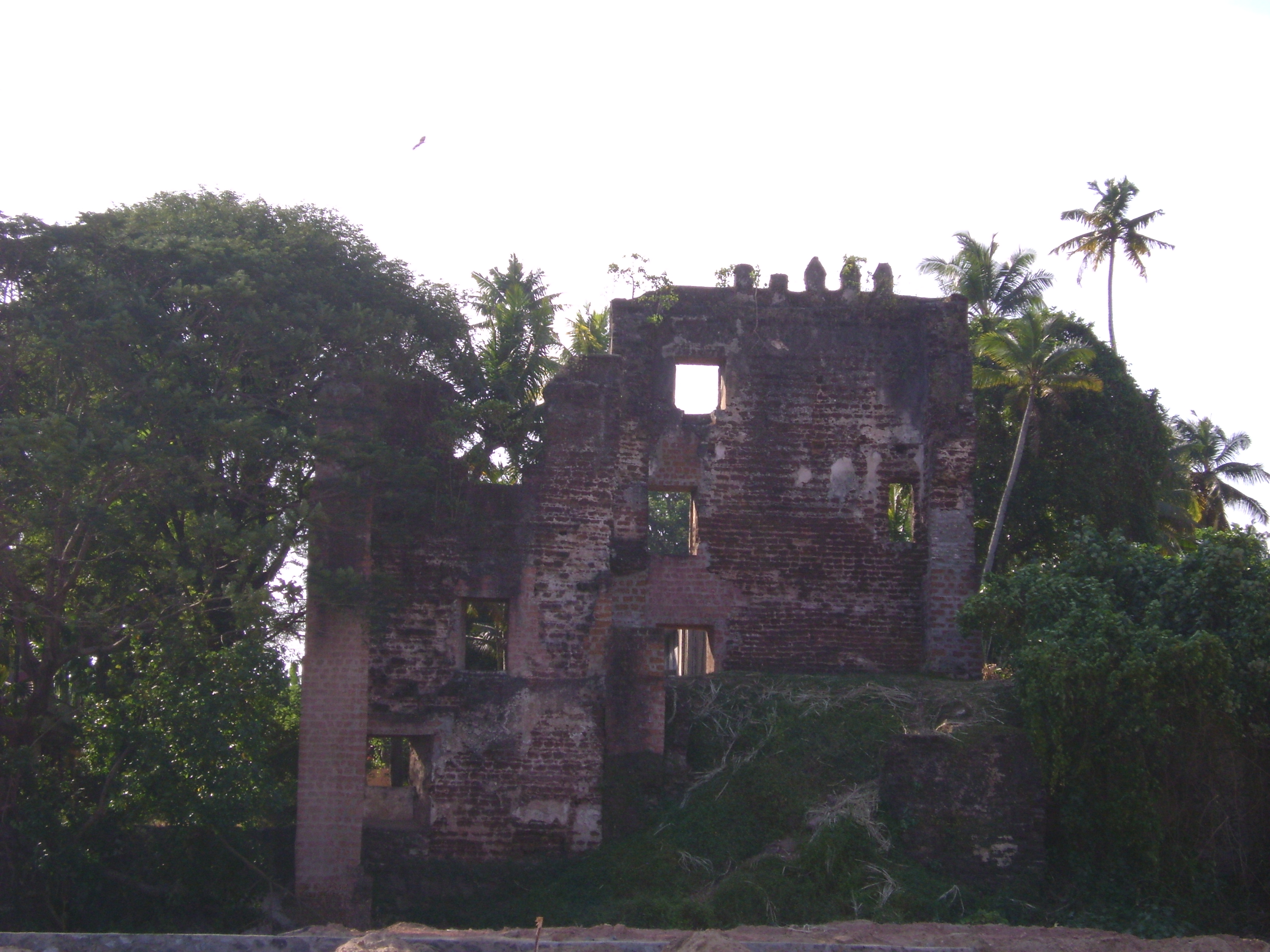
بقايا حصن القديس توماس في منطقة مالابار.

### القرن السابع عشر
في عام 1640، استولى شيفابا ناياكا على جميع الحصون البرتغالية في منطقة كانارا.
قُدمت جزر بومباي السبع إلى التاج الإنجليزي في عام 1661، كجزء من مهر الأميرة كاثرين براغانزا إلى تشارلز الثاني ملك إنجلترا. في عام 1683، حاول اتحاد ماراثا فرض حصار على المستوطنات البرتغالية، لكنه فشل في ذلك.

### القرنين الثامن عشر والتاسع عشر
فقدت البرتغال الإقليم الشمالي بمعظمه المكون من تانا وباسين (فاساي) وشاول بالقرب من بومباي البريطانية بعد غزو اتحاد ماراثا لباسين عام 1739. تمكنوا من الحفاظ على غوا ودامان وديو بالإضافة إلى أنجيديفا لأن أسطولًا من الأرمادا البرتغالية وصل من لشبونة، وعلى متنه نائب الملك الجديد.
في أعقاب المعارك والخسائر، وسع البرتغاليون أراضي غوا بين عامي 1763 و1788، على حساب إقطاعيات عديدة في كودال وسيلفاسا والتي أصبحت تُعرف باسم المكتسبات الجديدة. بأمر من ماركيز بومبال، طُرد اليسوعيون من أراضي البرتغال في عام 1759. حل الأوراتوريان محلهم، وهم طائفة دينية من الكاثوليك الغوان أسستها طائفتا البراهمين والشاتريا المسيحيتان، وافتُتحت كلية مخصصة للتعليم العلماني لنخب السكان الأصليين، وأُلغيت محاكم التفتيش في غوان. بتأثير من بومبال، أعلن الملك خوسيه أن المسيحيين من السكان الأصليين يحتلون مكانة متساوية مع الأوروبيين، في حين أعلن نائب الملك في إيغا الحرية الدينية وحظر التجريح العنصري. لهذه الأسباب «لا يزال بومبال ومعاونوه حتى يومنا هذا شخصيات تحظى باحترام كبير في غوا».
في عام 1752، فُصلت الموزمبيق عن ولاية الهند وبذلك تمتعت بحكومة خاصة بها.
كانت الاستخبارات العسكرية حول خطة فرنسا لاحتلال غوا وراء إرسال قواتٍ من قِبل الحاكم العام البريطاني في كلكتا، ماركيز ويليسلي، فقد كانت غوا لفترة وجيزة تحت وصايتهم من عام 1799 إلى عام 1813. تمكن الحاكم البرتغالي فرانسيسكو أنطونيو دا فييغا كابرال من الاحتفاظ بالسيطرة على المؤسسات المدنية من خلال تعيين الضابط البريطاني المسؤول عن الاحتلال، السير ويليام كلارك، بشكل رسمي قائدًا للقوات البرتغالية في غوا تحت سلطته.
في عام 1843، نُقلت العاصمة إلى بانجيم (غوا الجديدة)، عندما أصبحت رسميًا المقر الإداري للإستادو (الدولة)، لتحل محل مدينة فيلها غوا (غوا القديمة)، ولو أن نواب الملك قد اتخذوها مكانًا لإقامتهم منذ 1 ديسمبر 1759. في عام 1844، توقف حاكم الهند البرتغالي عن إدارة أراضي ماكاو وسولور وتيمور. وعندها فقط اقتصرت أراضي دولة الهند البرتغالية ضمن حدود شبه القارة الهندية نفسها.